# 奇恩奇尼姆
奇恩奇尼姆（Chinchinim），是印度果阿邦South Goa县的一个城镇。总人口7033（2001年）。

## 人口
该地2001年总人口7033人，其中男性3272人，女性3761人；0—6岁人口638人，其中男332人，女306人；识字率74.85%，其中男性为77.26%，女性为72.75%。